# Famicom 3D System
El Famicom 3D System es un accesorio exclusivo de Japón para Family Computer lanzado en 1987.

## Visión general
El System 3D consta de un par de lentes de obturador activo y un adaptador para conectarlos al tercer puerto de expansión del reproductor de Famicom. Las gafas están conectadas al adaptador a través de conectores dobles de 3.5 mm. Esto permitió que los juegos compatibles mostraran una imagen estereoscópica similar a la de las gafas SegaScope 3-D del Master System de Sega. Los juegos se jugarían en 2D convencional hasta que se activara un "modo 3D" mediante el uso del botón de selección.

### Twin Famicom 3D System
Sharp Corporation lanzó su propia versión de marca del System 3D llamada Twin Famicom 3D System. Aunque comercializado para usuarios de Twin Famicom de Sharp, era equivalente al 3D System con solo diferencias estéticas.

## Recepción y legado
El System 3D fue un fracaso comercial y, como resultado, nunca se lanzó fuera de Japón. Las críticas incluyeron la confusión de las gafas y la selección limitada de títulos compatibles. Ocho años más tarde, en 1995, Nintendo se aventuró nuevamente en juegos estereoscópicos con el Virtual Boy, que no tuvo éxito comercial. En los años siguientes, Nintendo experimentó en 3D estereoscópico con los sistemas GameCube y Game Boy Advance SP, pero estas características no se lanzaron comercialmente debido a las limitaciones técnicas y de costo. Finalmente, en 2011, Nintendo lanzó la computadora de mano 3DS capaz de mostrar imágenes 3D estereoscópicas sin la necesidad de gafas especiales. El 3DS ha disfrutado de una gran recepción positiva.

## Lista de juegos compatibles
- Attack Animal Gakuen por Pony Canyon
- Cosmic Epsilon por Asmik
- Falsion[6] por Konami
- Famicom Grand Prix II: 3D Hot Rally[5] por Nintendo
- Highway Star (Rad Racer fuera de Japón)[7] por Square
- JJ: Tobidase Daisakusen Part II por Square